# Canotaj la Jocurile Olimpice de vară din 2008
Probele sportive de canotaj la Jocurile Olimpice de vară din 2008 s-au desfășurat în perioada 9-17 august 2008 la Beijing, China.

## Rezultate

### Feminin
| Probă sportivă               | Aur | Argint | Bronz |
| simplu vâsle                 | Rumyana Neykova (BUL) | Michelle Guerette (USA) | Ekaterina Karsten (BLR) |
| dublu vâsle                  | Georgina Evers-Swindell · și Caroline Evers-Swindell (NZL)                                                                                               | Annekatrin Thiele · și Christiane Huth (GER) | Elise Laverick · și Anna Bebington (GBR) |
| dublu vâsle categorie ușoară | Kirsten van der Kolk · și Marit van Eupen (NED) | Minna Nieminen · și Sanna Stén (FIN) | Tracy Cameron · și Melanie Kok (CAN) |
| patru vâsle                  | China Tang Bin Jin Ziwei Xi Aihua Zhang Yangyang | Marea Britanie Annabel Vernon Debbie Flood Frances Houghton Katherine Grainger                                                                                                | Germania Britta Oppelt Manuela Lutze Kathrin Boron Stephanie Schiller |
| dublu rame                   | Georgeta Damian · și Viorica Susanu (ROU) | Wu You · și Gao Yulan (CHN) | Yuliya Bichyk · și Natallia Helakh (BLR) |
| opt plus cârmaci             | Statele Unite ale Americii Erin Cafaro Lindsay Shoop Anna Goodale Elle Logan Anna Cummins Susan Francia Caroline Lind Caryn Davies Cârmaci: Mary Whipple | Țările de Jos Femke Dekker Marlies Smulders Nienke Kingma Roline Repelaer van Driel Annemarieke van Rumpt Helen Tanger Sarah Siegelaar Annemiek de Haan Cârmaci: Ester Workel | România · Constanța Burcică · Viorica Susanu · Rodica Șerban · Enikő Barabás · Simona Mușat · Ioana Papuc · Georgeta Andrunache · Doina Ignat · Cârmaci: Elena Georgescu |

### Masculin
| Probă sportivă                 | Aur | Argint | Bronz |
| simplu vâsle                   | Olaf Tufte (NOR) | Ondřej Synek (CZE) | Mahé Drysdale (NZL) |
| dublu vâsle                    | David Crawshay · și Scott Brennan (AUS)                                                                                                 | Tõnu Endrekson · și Jüri Jaanson (EST) | Matthew Wells · și Stephen Rowbotham (GBR) |
| dublu vâsle categorie ușoară   | Zac Purchase · și Mark Hunter (GBR) | Dimitrios Mougios · și Vasileios Polymeros (GRE) | Mads Rasmussen · și Rasmus Quist (DEN) |
| patru vâsle                    | Polonia Konrad Wasielewski Marek Kolbowicz Michał Jeliński Adam Korol                                                                   | Italia Luca Agamennoni Simone Venier Rossano Galtarossa Simone Raineri                                                                                   | Franța Jonathan Coeffic Pierre-Jean Peltier Julien Bahain Cédric Berrest                                                                                          |
| două vâsle fără cârmaci        | Drew Ginn · și Duncan Free (AUS) | David Calder · și Scott Frandsen (CAN) | Nathan Twaddle · și George Bridgewater (NZL) |
| patru vâsle fără cârmaci       | Marea Britanie Tom James Steve Williams Pete Reed Andrew Triggs-Hodge                                                                   | Australia Matt Ryan James Marburg Cameron McKenzie-McHarg Francis Hegerty                                                                                | Franța Julien Desprès Benjamin Rondeau Germain Chardin Dorian Mortelette                                                                                          |
| patru fără cârmaci cat. ușoară | Danemarca · Thomas Ebert · Morten Jørgensen · Mads Christian Kruse Andersen · Eskild Ebbesen                                            | Polonia Łukasz Pawłowski Bartłomiej Pawełczak Miłosz Bernatajtys Paweł Rańda                                                                             | Canada Iain Brambell Jon Beare Mike Lewis Liam Parsons |
| opt plus cârmaci               | Canada Kevin Light Ben Rutledge Andrew Byrnes Jake Wetzel Malcolm Howard Dominic Seiterle Adam Kreek Kyle Hamilton Cârmaci: Brian Price | Marea Britanie Alex Partridge Tom Stallard Tom Lucy Richard Egington Josh West Alastair Heathcote Matthew Langridge Colin Smith Cârmaci: Acer Nethercott | Statele Unite ale Americii Beau Hoopman Matt Schnobrich Micah Boyd Wyatt Allen Daniel Walsh Steven Coppola Josh Inman Bryan Volpenhein Cârmaci: Marcus McElhenney |

### Clasament medalii
| Loc | Țară                       | Aur | Argint | Bronz | Total |
| --- | -------------------------- | --- | ------ | ----- | ----- |
| 1   | Marea Britanie             | 2   | 2      | 2     | 6     |
| 2   | Australia                  | 2   | 1      | 0     | 3     |
| 3   | Canada                     | 1   | 1      | 2     | 4     |
| 4   | Statele Unite ale Americii | 1   | 1      | 1     | 3     |
| 5   | China                      | 1   | 1      | 0     | 2     |
| 5   | Țările de Jos              | 1   | 1      | 0     | 2     |
| 5   | Polonia                    | 1   | 1      | 0     | 2     |
| 8   | Noua Zeelandă              | 1   | 0      | 2     | 3     |
| 9   | Danemarca                  | 1   | 0      | 1     | 2     |
| 9   | România                    | 1   | 0      | 1     | 2     |
| 11  | Bulgaria                   | 1   | 0      | 0     | 1     |
| 11  | Norvegia                   | 1   | 0      | 0     | 1     |
| 13  | Germania                   | 0   | 1      | 1     | 2     |
| 14  | Cehia                      | 0   | 1      | 0     | 1     |
| 14  | Estonia                    | 0   | 1      | 0     | 1     |
| 14  | Finlanda                   | 0   | 1      | 0     | 1     |
| 14  | Grecia                     | 0   | 1      | 0     | 1     |
| 14  | Italia                     | 0   | 1      | 0     | 1     |
| 19  | Belarus                    | 0   | 0      | 2     | 2     |
| 19  | Franța                     | 0   | 0      | 2     | 2     |